# Henryk Trębicki
Henryk Trębicki, född 22 oktober 1940 i Janowszczyzna, död 8 juni 1996 i Warszawa, var en polsk tyngdlyftare.
Trębicki blev olympisk bronsmedaljör i 56-kilosklassen i tyngdlyftning vid sommarspelen 1968 i Mexico City.